# Йосіда Тінамі
Йосіда Тінамі (яп. 吉田 知那美) — японська керлінгістка, олімпійська медалістка.
Бронзову олімпійську медаль Йосіда виборола на Пхьончханській олімпіаді 2018 року в складі японської команди, в якій грала на позиції третьої.

## Виноски
1. 1 2  https://www.joc.or.jp/sp/games/olympic/pyeongchang/sports/curling/team/yoshidachinami.html
2. ↑  Keating, Steve (24 лютого 2018), Curling: Japan win bronze to claim first Olympic medal, Reuters, архів оригіналу за 25 лютого 2018, процитовано 25 лютого 2018